# 大斗沟街道
大斗沟街道，是中华人民共和国山西省大同市云冈区下辖的一个乡镇级行政单位。2021年3月，撒销大斗沟街道、其行政区域为玉龙街道的行政区域。

## 行政区划
大斗沟街道下辖以下地区：
店新街社区。